# St. Lukas (Neuenbürg)

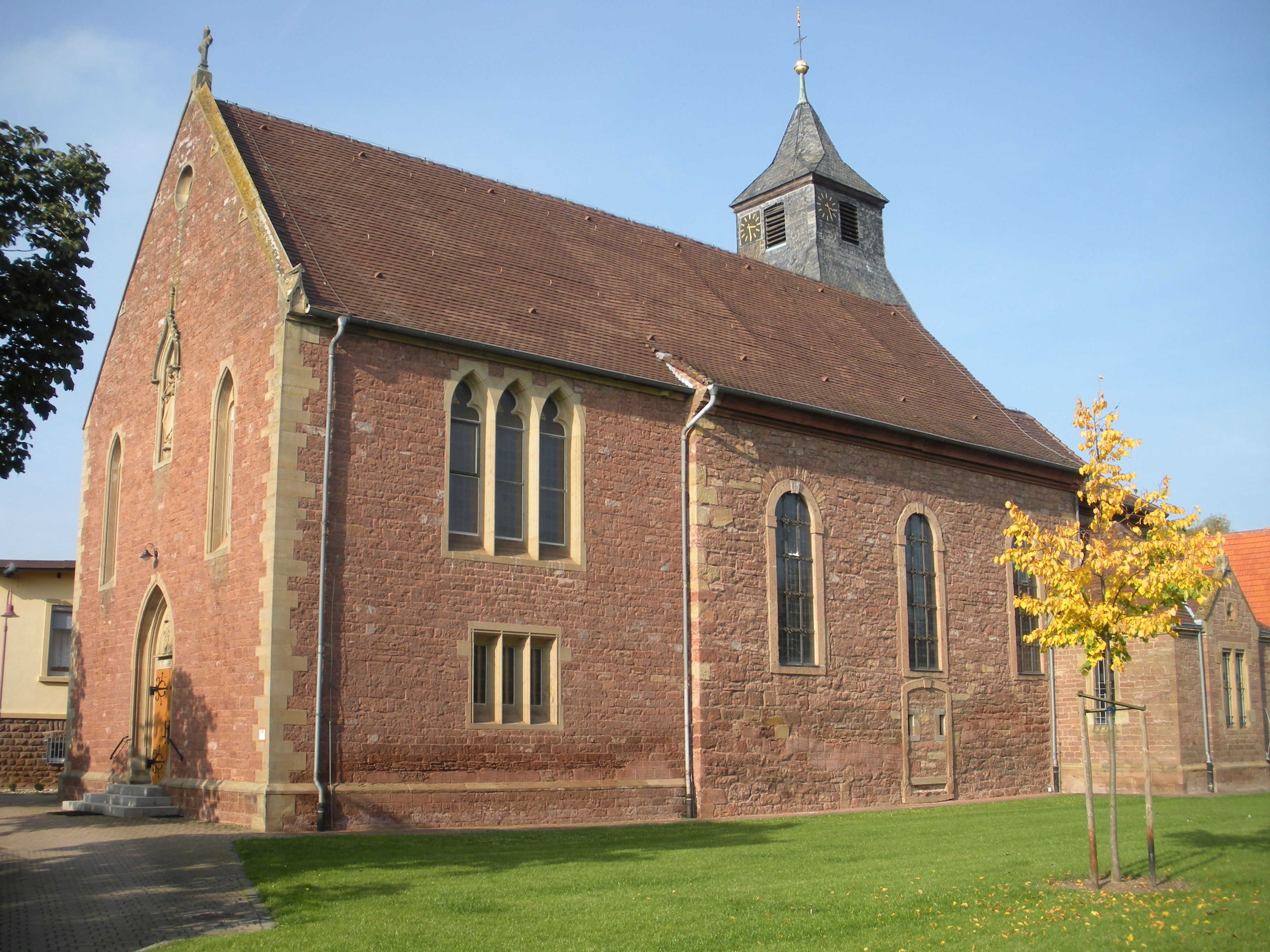
St. Lukas in Neuenbürg

Die römisch-katholische Pfarrkirche St. Lukas ist ein geschütztes Kulturdenkmal nach dem Denkmalschutzgesetz. Sie steht in Neuenbürg, einem Stadtteil von Kraichtal im Landkreis Karlsruhe in Baden-Württemberg. Die Kirchengemeinde gehört zum Dekanat Bruchsal im Erzbistum Freiburg.

## Beschreibung
Die um 1470 gebaute gotische Saalkirche besteht aus einem Langhaus und dem eingezogenen, dreiseitig geschlossenen, von Strebepfeilern gestützten Chor sowie dem Kirchturm im Osten. Das Kirchenschiff wurde nach der Zerstörung im Dreißigjährigen Krieg erst 1780 wieder aufgebaut und 1892 im neugotischen Stil nach Westen erweitert. Der Chorflankenturm an der Nordwand des Chors ist ein Überrest des ehemaligen Bergfrieds der Burg. Er wurde mit einem Geschoss aufgestockt, das die Turmuhr und den Glockenstuhl für drei Kirchenglocken enthält, und mit einem achtseitigen Knickhelm bedeckt.
Die Orgel auf der Empore wurde 1996 als Opus 31 von Karl Göckel gebaut.